# Anacamptis dafnii
Anacamptis dafnii är en orkidéart som först beskrevs av Wolfg.Schmidt och R.Luz, och fick sitt nu gällande namn av H.Kretzschmar, Eccarius. Anacamptis dafnii ingår i släktet salepsrötter, och familjen orkidéer. Inga underarter finns listade i Catalogue of Life.